# Yuki Bhambri
Yuki Bhambri (Nueva Delhi, 4 de julio de 1992) es un tenista profesional indio.

## Carrera
Juega con el revés a dos manos. Comenzó a jugar tenis a los seis años. Los padres son Chander e Indu, y sus hermanas, Ankita y Sanaa Bhambri son jugadoras de tenis profesional. 

### Júnior
Fue N.º 1 del ranking mundial júnior, y campeón del Abierto de Australia 2009 (derrotando a Georgoudas en la final por 6:3 6:1). Es el primer indio en ganar el título del Abierto de Australia júnior y el cuarto en la historia de la India en obtener un título de Grand Slam Junior en individuales. Ganó también el año 2009 el Orange Bowl y debutó en el ATP World Tour en marzo de 2009, cuando disputó el Masters de Miami. Ha competido en torneos ITF Future y Challengers desde la edad de 15 años. Su superficie favorita son las pistas duras. Su jugador favorito es Rafael Nadal.

### Circuito Pro
Su ranking individual más alto logrado en el ranking mundial ATP, fue el n.º 83, logrado el 16 de abril de 2018. Mientras que en dobles alcanzó el puesto n.º 138 el 3 de marzo de 2014.
Hasta el momento ha obtenido 14 títulos de la categoría ATP Challenger Series, siete de ellos en la modalidad de individuales y otros siete en dobles.

### Copa Davis
Desde el año 2009 es participante del Equipo de Copa Davis de India. Tiene en esta competición un récord total de partidos ganados/perdidos de 6/1 (todos los partidos son en la modalidad de individuales, no participando hasta el momento en dobles).

## Títulos ATP (4; 0+4)

### Dobles (4)
| Leyenda                         |
| Grand Slam (0)                  |
| ATP World Tour Finals (0)       |
| ATP World Tour Masters 1000 (0) |
| ATP World Tour 500 (1)          |
| ATP World Tour 250 (3)          |

| N.º | Fecha               | Torneo   | Superficie    | Pareja          | Oponentes en la final           | Resultado            |
| --- | ------------------- | -------- | ------------- | --------------- | ------------------------------- | -------------------- |
| 1.  | 1 de julio de 2023  | Mallorca | Hierba        | Lloyd Harris    | Robin Haase Philipp Oswald      | 6-3, 6-4             |
| 2.  | 21 de abril de 2024 | Múnich   | Tierra batida | Albano Olivetti | Andreas Mies Jan-Lennard Struff | 7-6(6), 7-6(5)       |
| 3.  | 21 de julio de 2024 | Gstaad   | Tierra batida | Albano Olivetti | Ugo Humbert Fabrice Martin      | 3-6, 6-3, [10-6]     |
| 4.  | 1 de marzo de 2025  | Dubái    | Dura          | Alexei Popyrin  | Harri Heliövaara Henry Patten   | 3-6, 7-6(12), [10-8] |

#### Finalista (4)
| N.º | Fecha                    | Torneos   | Superficie    | Pareja          | Oponentes en la final             | Resultado           |
| --- | ------------------------ | --------- | ------------- | --------------- | --------------------------------- | ------------------- |
| 1.  | 22 de octubre de 2023    | Estocolmo | Dura (i)      | Julian Cash     | Andrey Golubev Denys Molchanov    | 6-7(8), 2-6         |
| 2.  | 25 de mayo de 2024       | Lyon      | Tierra batida | Albano Olivetti | Harri Heliövaara Henry Patten     | 6-3, 6-7(4), [8-10] |
| 3.  | 24 de septiembre de 2024 | Chengdú   | Dura          | Albano Olivetti | Sadio Doumbia Fabien Reboul       | 4-6, 6-4, [4-10]    |
| 4.  | 25 de junio de 2025      | Mallorca  | Hierba        | Robert Galloway | Santiago González Austin Krajicek | 1-6, 6-1, [13-15]   |

## Títulos Challenger; 20 (7 + 13)
| Leyenda             | Individuales | Dobles |
| ------------------- | ------------ | ------ |
| ATP Challenger Tour | 7            | 13     |

### Individuales
| N.º | Fecha      | Torneo                  | Superficie | Oponentes en la final | Resultado       |
| --- | ---------- | ----------------------- | ---------- | --------------------- | --------------- |
| 1.  | 20.05.2012 | Challenger de Fergana   | Dura       | Amir Weintraub        | 6-3, 6-3        |
| 2.  | 03.11.2013 | Challenger de Traralgon | Dura       | Bradley Klahn         | 6-713, 6-3, 6-4 |
| 3.  | 08.02.2014 | Challenger de Chennai   | Dura       | Alexander Kudryavtsev | 4-6, 6-3, 7-5   |
| 4.  | 13.09.2015 | Challenger de Shanghái  | Dura       | Wu Di                 | 3-6, 6-0, 7-63  |
| 5.  | 31.10.2015 | Challenger de Pune      | Dura       | Evgeny Donskoy        | 6-2, 7-64       |
| 6.  | 18.11.2017 | Challenger de Pune      | Dura       | Ramkumar Ramanathan   | 4-6, 6-3, 6-4   |
| 7.  | 15.04.2018 | Challenger de Taipéi    | Dura (i)   | Ramkumar Ramanathan   | 6-3, 6-4        |

### Dobles
| N.º | Fecha      | Torneo                     | Superficie    | Compañero                | Oponentes en la final               | Resultado         |
| --- | ---------- | -------------------------- | ------------- | ------------------------ | ----------------------------------- | ----------------- |
| 1.  | 13.05.2012 | Challenger de Busan        | Dura          | Divij Sharan             | Hsieh Cheng-peng Lee Hsin-han       | 1-6, 6-1, 10-5    |
| 2.  | 06.07.2013 | Challenger de Winnetka     | Dura          | Michael Venus            | Somdev Devvarman Jack Sock          | 2-6, 6-2, 10-8    |
| 3.  | 08.02.2014 | Challenger de Chennai      | Dura          | Michael Venus            | N. Sriram Balaji Blaž Rola          | 6-4, 7-63         |
| 4.  | 07.09.2014 | Challenger de Shanghái     | Dura          | Divij Sharan             | Somdev Devvarman Sanam Singh        | 7-62, 6-74, 10-8  |
| 5.  | 10.05.2015 | Challenger de Qarshi       | Dura          | Adrián Menéndez-Maceiras | Sergey Betov Mijaíl Yelguin         | 5-7, 6-3, 10-8    |
| 6.  | 21.02.2016 | Challenger de Nueva Delhi  | Dura          | Mahesh Bhupathi          | Saketh Myneni Sanam Singh           | 6-3, 4-6, 10-5    |
| 7.  | 09.04.2022 | Challenger de Salinas      | Dura          | Saketh Myneni            | Roberto Quiroz JC Aragone           | 4–6, 6–3, [10–7]  |
| 8.  | 04.06.2022 | Challenger de Prostějov    | Tierra batida | Saketh Myneni            | Roman Jebavý Andrej Martin          | 6-3, 7-5          |
| 9.  | 09.07.2022 | Challenger de Porto        | Dura          | Saketh Myneni            | Nuno Borges Francisco Cabral        | 6–4, 3–6, [10–6]  |
| 10. | 06.08.2022 | Challenger de Lexington    | Dura          | Saketh Myneni            | Gijs Brouwer Aidan McHugh           | 3-6, 6-4, [10-8]  |
| 11. | 03.09.2022 | Challenger de Mallorca     | Dura          | Saketh Myneni            | Lukáš Rosol Marek Gengel            | 6-2, 6-2          |
| 12. | 14.01.2023 | Challenger de Nonthaburi 2 | Dura          | Saketh Myneni            | Christopher Rungkat Akira Santillan | 2-6, 7-6, [14-12] |
| 13. | 01.04.2023 | Challenger de Girona       | Dura          | Saketh Myneni            | Íñigo Cervantes Oriol Roca Batalla  | 6-4, 6-4          |